# 구포낙동강교
구포낙동강교(龜浦洛東江橋, 제2낙동대교)는 부산광역시 북구 덕천동과 강서구 대저1동을 연결하는 다리이다.

## 연혁
1972년 1월 10일 착공해서 1973년 11월 14일 23개월만에 준공하였다. 총 공사비는 7억8천2백만원이 들었으며, 길이는 1,336.4m, 폭은 11.7m (2차로)로 만들어졌다.
이후 1978년 5월 ∼ 1981년 9월 남해고속도로를 확장하면서 4차로로 만들어졌다.

## 특징
상부구조는 당시 대한민국 최장 경간인 75.6m의 4경간 연속(4@75.6m) 플레이트 거더 4개조(4@303.5m)와 PC빔 4경간(4@30m)이며, 하부구조는 낙동강 델타 퇴적층이 50m 정도 되어 대한민국에서는 처음으로 리버스 서큘레이션 공법을 도입하여 시공하였다.
당시 단일 교량으로는 대한민국에서 가장 긴 다리였다.